# Byasa polyeuctes
Byasa polyeuctes är en fjärilsart som först beskrevs av Doubleday 1842.  Byasa polyeuctes ingår i släktet Byasa och familjen riddarfjärilar. Inga underarter finns listade i Catalogue of Life.

## Bildgalleri

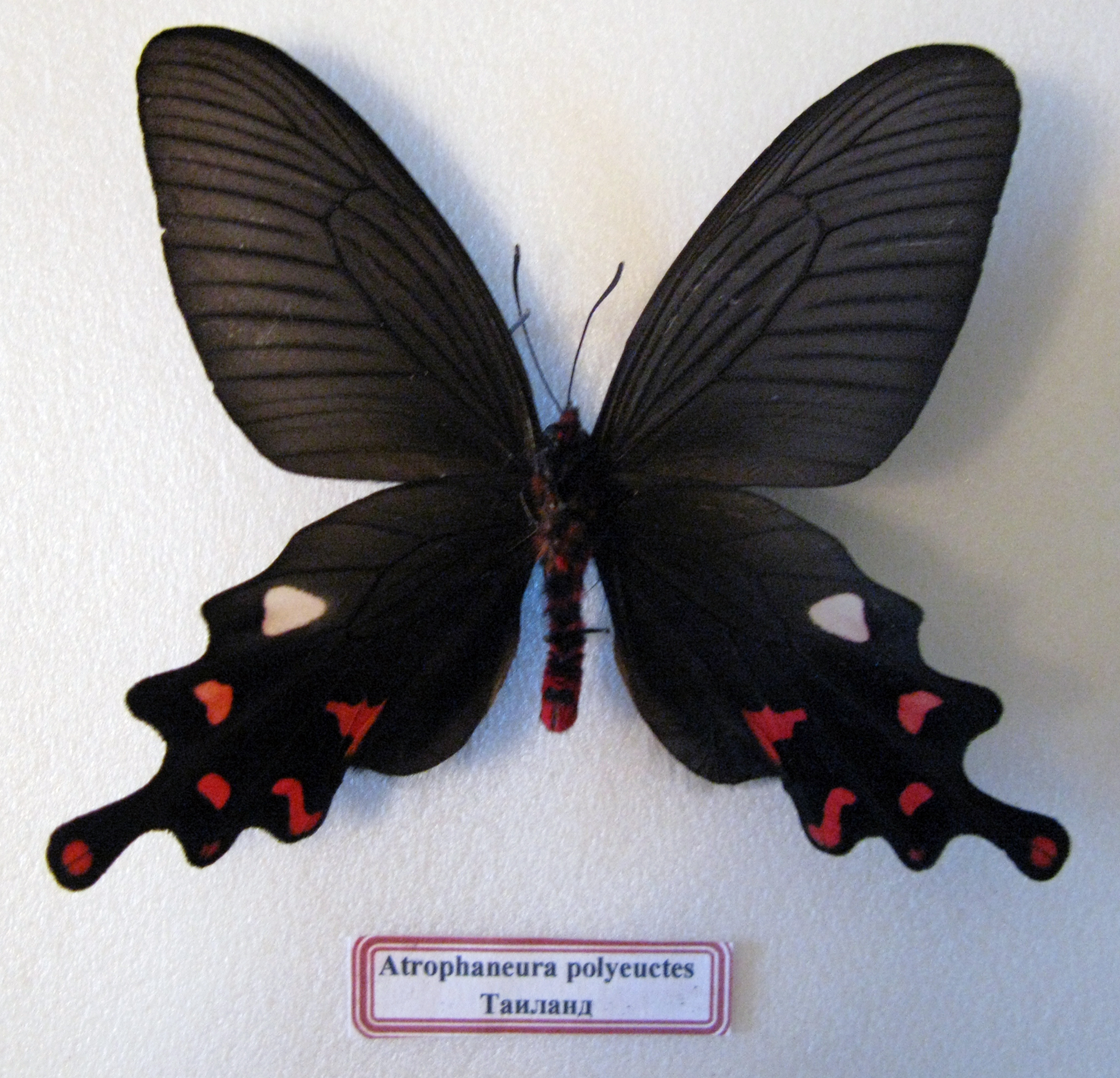
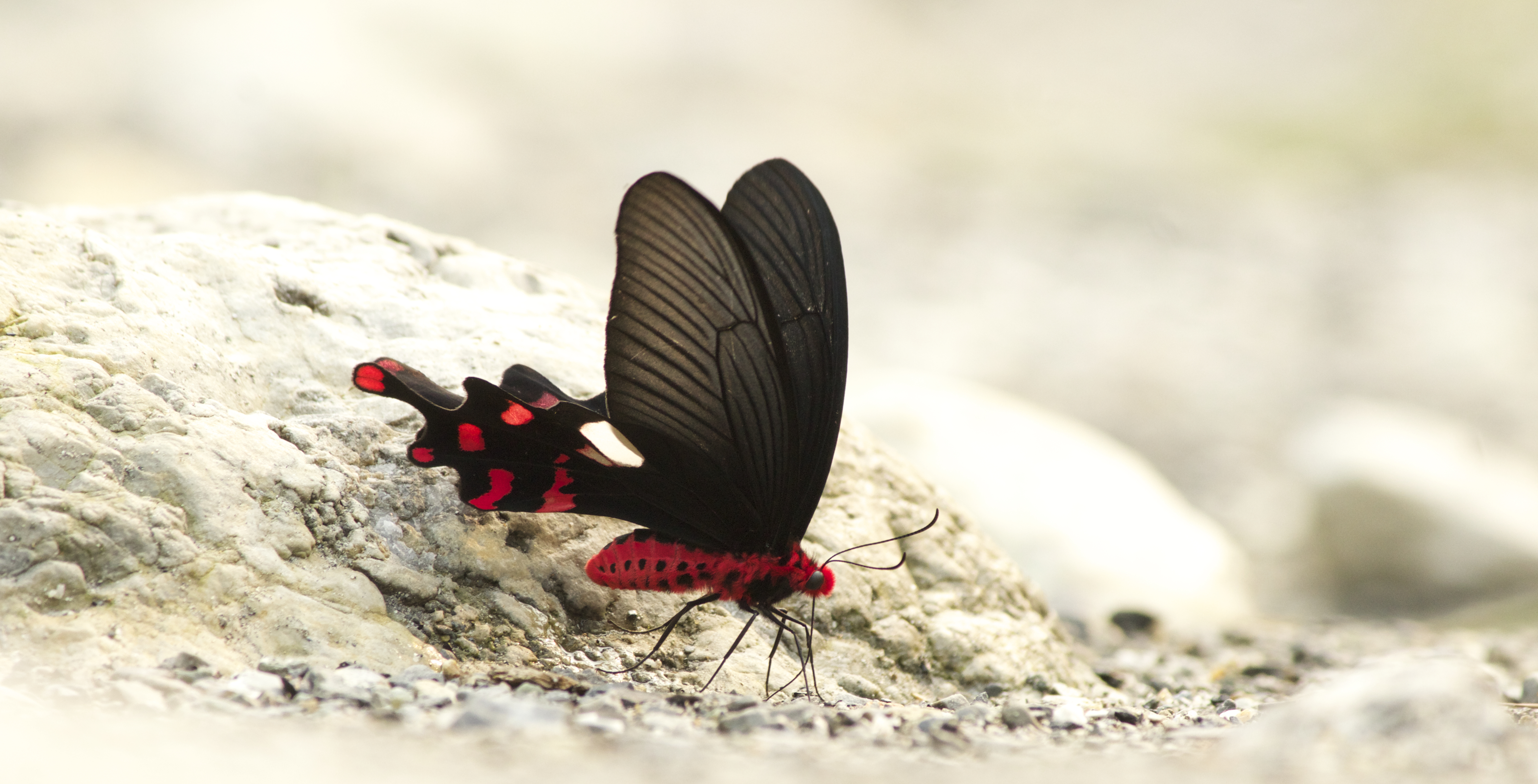